# Deleuša
Deleuša (cyr. Делеуша) – wieś w Bośni i Hercegowinie, w Republice Serbskiej, w gminie Bileća. W 2013 roku liczyła 36 mieszkańców.